# Barichneumon obsoletorius
Barichneumon obsoletorius är en stekelart som först beskrevs av Costa 1886.  Barichneumon obsoletorius ingår i släktet Barichneumon och familjen brokparasitsteklar. Inga underarter finns listade.